# Voorwaarts Voorwaarts

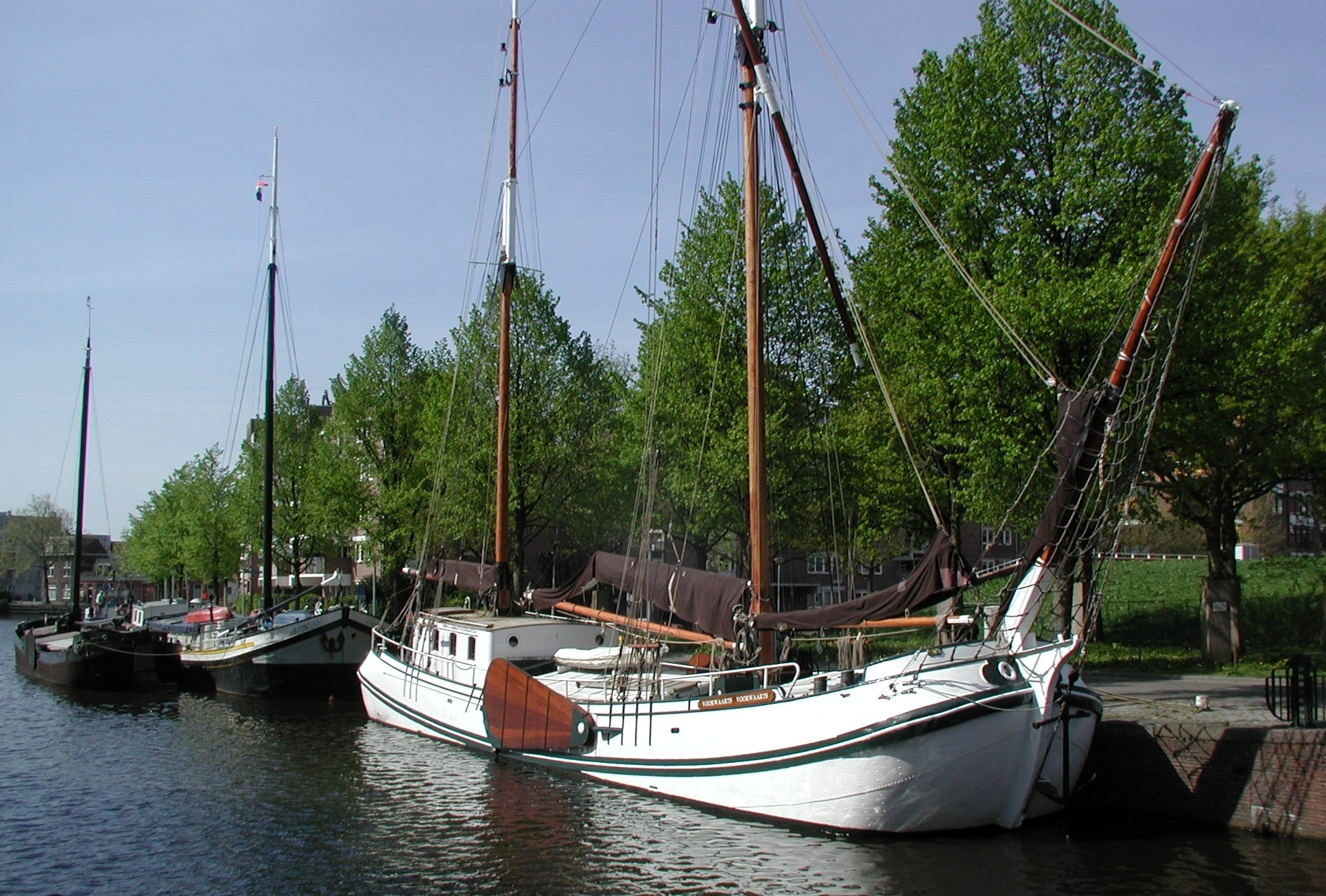
De Voorwaarts Voorwaarts in de Zuiderhaven te Groningen (2003)

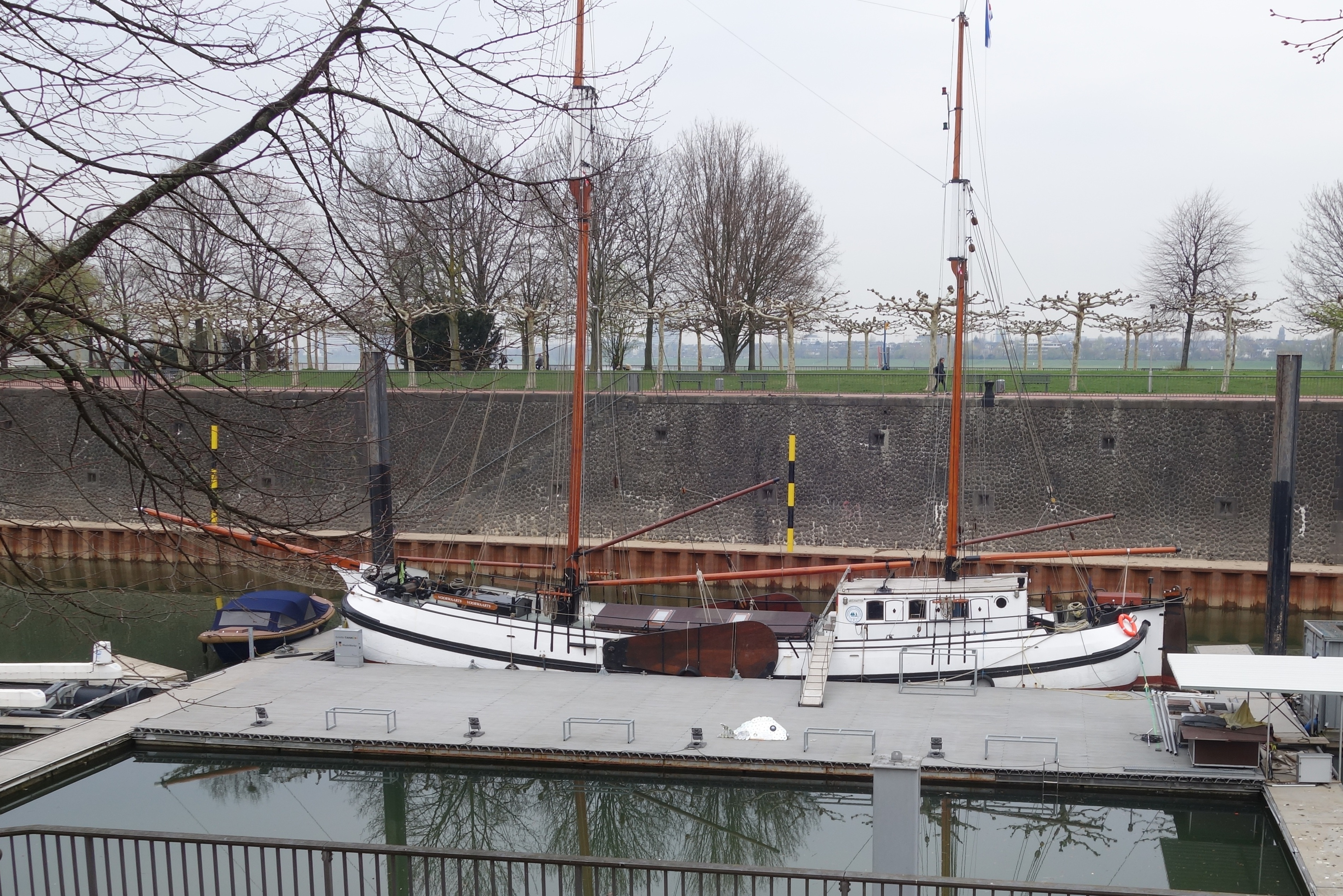
Het schip in Düsseldorf (2019)

De Voorwaarts Voorwaarts is een 27 meter lange koftjalk die in 1899 gebouwd is op de scheepswerf van Gebr. Verstockt in Martenshoek. Het was in 2015 de oudste nog varende kustvaarder in Groningen.
Tot 1912 was het schip in bezit van kapitein-eigenaar Hendrik Jacob Puister te Groningen. Daarna heeft het verschillende Duitse eigenaren gehad. Het schip heeft in die tijd enkele malen zware averij opgelopen:
In 1921 kapseizde het tijdens een windhoos op de Elbe. Het werd 5 weken later gelicht en vervolgens verbouwd tot motorzeilschip.
In 1972 zonk het na een aanvaring in de haven van Hamburg. Het schip werd gelicht en verkocht voor de sloop.
De Enkhuizer journalist Walter Haentjens vond het schip bijtijds en redde het van de sloop. Nadat hij het zodanig opknapte dat het in 1976 weer terug naar Nederland kon varen ging hij verder met de restauratie. Begin jaren 1980 bleek dat er erg veel geld nodig was om het schip in oude glorie te herstellen.
Mede dankzij de voorlichter van de provincie Groningen Addie Boerma werd in 1984 het schip overgenomen door de Groningse "Stichting tot Behoud van de Tweemastkoftjalk Voorwaarts Voorwaarts Anno 1899". Deze stichting heeft met steun van bedrijfsleven, gemeente en provincie het schip gerestaureerd.
Het schip heeft onder meer als vlaggenschip van Groningen en als intochtboot van Sinterklaas dienst gedaan.
20 augustus 2015 braken de masten af doordat tijdens het passeren van de Noorderbrug in Leeuwarden de verstaging bleef haken aan het brugdek. Er viel één gewonde.
Later werd duidelijk dat er zeker een ton nodig was voor groot onderhoud. De stichting kon het geld niet bij elkaar krijgen en in 2017 is het verkocht aan de scheepswerf SRF Shipbuilding in Harlingen alwaar het is gerenoveerd. Pogingen van Lex Tichelaar (eigenaar van de scheepswerf) bij de gemeente Groningen om het als horecaschip te behouden als Gronings erfgoed mochten niet baten.
In 2018 is het in Düsseldorf verkocht waar het anno 2024 gebruikt wordt voor evenementen en/of als hotelschip dienst doet.